# 上高倉
上高倉（かみたかくら）は岡山県津山市にある地名。郵便番号は708-1121。

## 地理
高倉地区の北端に位置する。

## 歴史

### 沿革
- 1889年6月1日 - 町村制施行に伴い、東北条郡上高倉村が同郡下高倉西村、下高倉東村と合併し、高倉村となる。上高倉村は大字上高倉となり、役場が置かれる。
- 1900年4月1日 - 東北条郡が東南条郡、西西条郡、西北条郡と合併し、苫田郡となる。
- 1954年7月1日 - 高倉村が 周辺の9村とともに津山市へ編入される。

## 世帯数と人口
2021年（令和3年）1月1日現在の世帯数と人口は以下の通りである。
| 町丁   | 世帯数  | 人口  |
| ------ | ------- | ----- |
| 上高倉 | 122世帯 | 334人 |

## 小・中学校の学区
市立小・中学校に通う場合、学区は以下の通りとなる。
| 番地 | 小学校             | 中学校             |
| ---- | ------------------ | ------------------ |
| 全域 | 津山市立高倉小学校 | 津山市立中道中学校 |

## 交通

### 道路
- 岡山県道345号上横野兼田線

## 施設
- パナックみずしま
- タカクラ